# François Solo
François Solot, dit François Solo, né le 23 août 1933 à Paris où il est mort le 26 décembre 2008, est un caricaturiste, dessinateur de presse et auteur de bandes dessinées français.

## Biographie
Il collabore aux revues l’Os à moelle, Plexus, Le Canard enchaîné (de 1972 à 1980), La Croix, Les Nouvelles littéraires, Libération, L'Unité, Témoignage chrétien, Révolution, Télé-Star, Pilote, etc.
De 1968 à 1971, il est rédacteur en chef de la revue Miroir du Fantastique.
En 1973, il reçoit au premier salon de la BD de Toulouse (dont il sera un des habitués dans les éditions suivantes) le trophée Haga.
Il a créé avec sa compagne Catherine Saint-Martin le bimestriel Caricature et caricaturistes. Il a également rédigé avec elle le Dico Solo, dictionnaire recensant les caricaturistes et dessinateurs de presse, ainsi que les supports.
Partisan du dessin de presse sans texte, il est d’une grande exigence dans le traitement du dessin. Ses caricatures, épurées à l’extrême, réduites à un jeu de lignes géométriques à la limite de l’abstraction, tout en conservant une ressemblance évidente, témoignent d’une réelle maîtrise de cet art. Il disparait en 2008 .

## Publications
- Sacrés Monstres, Editions Galilé, 1975
- Bestiaire anacomique, Focus, 1980
- Dico Solo - Plus de 5000 dessinateurs de presse et 600 supports en France de Daumier à l'an 2000, Paris, AEDIS, 2004 , Paris, AEDIS, 2004 [3]